# Lexington, Kentucky
Lexington este o municipalitate, un oraș și sediul comitetului
din statul Kentucky, Statele Unite ale Americii.

## Personalități născute aici
- Tyson Gay (n. 1982), atlet.